# Истлеево
Истлѐево (на руски: Истлеево) е село в централната европейска част на Русия, част от Сасовски район на Рязанска област. Населението му е около 63 души (2010).
Разположено е на 93 метра надморска височина в Окско-Донската равнина, на 11 километра северно от Сасово и на 145 километра източно от Рязан.

## Известни личности
Родени в Истлеево
- Владимир Шервуд (1832 – 1897), художник и архитект